# Секуалс
Секуа̀лс (на италиански: Sequals; на фриулски: Secuals) е село и община в Северна Италия, провинция Порденоне, автономен регион Фриули-Венеция Джулия. Разположено е на 270 m надморска височина. Населението на общината е 2258 души (към 2010 г.).
В 25 октомври 1906 г. в Секуалс е роден известният боксьор Примо Карнера. Селото е разрурешо в 1976 г. от силни земетресения.